# The Earth
The Earth è il secondo album del gruppo hardcore Green Arrows. Venne pubblicato nel 2009 dalla Vacation House Records.

## Tracce
1. g@ v.2.0 – 5:00
2. Final X-plosion – 2:58
3. Slave of Today – 3:06
4. God's Mistake – 2:19
5. Hypocrite – 5:00
6. Kazkhstan – 4:13
7. Before my Last Breath – 4:35
8. Moloch – 5:01
9. Frustrati – 3:37
10. Commerciable – 3:06

## Formazione
- Karma - basso, voce
- Marmo - chitarra, cori
- Fog - batteria, cori